# The Adventures of Roderick Random
The Adventures of Roderick Random is een schelmenroman geschreven door Tobias Smollett en voor het eerst uitgebracht in 1748. Het werk is deels gebaseerd op de ervaringen van Smollett als scheepsartsmaat in de Royal Navy, met specifieke verwijzingen naar de Slag om Cartagena de Indias in 1741. De roman werd gemengd ontvangen bij de publicatie.
De roman die zich afspeelt in de jaren 1730 en 1740, vertelt het levensverhaal van Roderick "Rory" Random, de zoon van een Schotse edelman en een vrouw uit de lagere klasse. Het verhaal omvat zijn avonturen in verschillende locaties, waaronder Londen, Bath, Frankrijk, West-Indië, West-Afrika en Zuid-Amerika. Het werk belicht thema's zoals hypocrisie, hebzucht, bedrog en sociale klassen, terwijl het ook inzicht geeft in de kritiek van de auteur op de Royal Navy en diverse sociale kwesties van de 18e eeuw. 

## Externe Links
- The Adventures of Roderick Random